# Astrocaryum murumuru

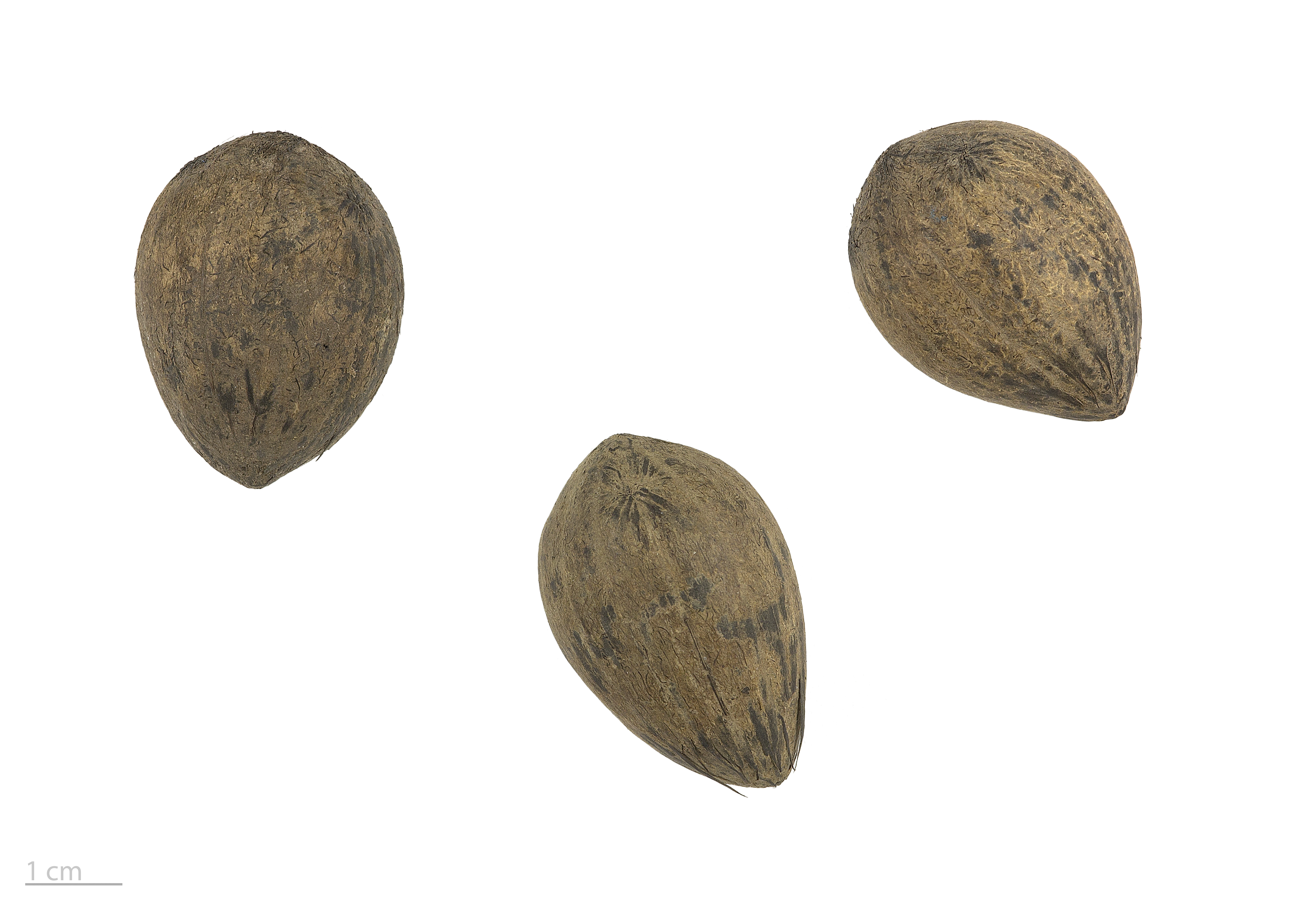
Astrocaryum murumuru

Astrocaryum murumuru is een plant uit de Palmenfamilie (Arecaceae), die voorkomt in het Amazoneregenwoud. Uit de zaden wordt murumuruboter gewonnen, die gebruikt wordt in de cosmetica.

## Namen
Voor deze plant worden de volgende namen gebruikt:
- Brazilië en Venezuela: murumuru (ook gespeld als muru muru, muru-muru of murmuru)
- Colombia en Ecuador: chuchuana
- Peru: hoicongu (ook gespeld als hoicungu of uicungu), huiririmi

## Voorkomen
De murumuru komt voor in het hele Amazonegebied. Hij groeit met name op laaggelegen oevers van rivieren die regelmatig overstromen. De plant heeft een voorkeur voor open of dunbeboste plekken.

## Morfologie
De murumuru kan tot 15 meter hoog worden, en de stam kan een doorsnede van 30 cm bereiken. De palmbladeren zijn tot 7 meter lang. Elk palmblad bevat tot 25 deelbladeren van 90 tot 130 cm. De onderkant van deze bladeren is witachtig. De palmbladeren staan in een vorm die doet denken aan een badmintonshuttle. Ze bevatten lange vezels, en zijn in principe geschikt om gebruikt te worden in de papierindustrie.
De stam, de bladeren en de vruchten hebben zwarte stekels die 20 centimeter lang kunnen worden. De bloemen groeien tussen de bladeren, met telkens een vrouwelijke bloem aan de basis.
De vruchten zijn oranje en eivormig, tot 9 cm lang met een doorsnede tot 4,5 cm. Ze staan in dichte trossen bij elkaar. De vruchten worden door dieren gegeten en zijn geschikt voor gebruik in veevoer. De zaden worden vooral verspreid door stekelvarkens (Erethizontidae) en agoeti's, in mindere mate ook door andere knaagdieren, primaten en vogels.

## Murumuruboter
Murumuruboter is geel-wit van kleur bevat 48% laurinezuur, 26% myristinezuur en 13% oliezuur. Verder bevat het een natriumzout dat Sodium Astrocaryum Murumuruate genoemd wordt. Deze stoffen werken als natuurlijke huidverzachters en vochtinbrengers. Ze worden verwerkt in crèmes, shampoos en lippenbalsems.
Het fusiepunt van de boter ligt op 32,5°C, waardoor het een hogere consistentie heeft dan andere boters. Het kan gemengd worden met cacaoboter voor de productie van chocolade.
De vruchten vallen op de grond tussen februari en april. Om de boter van de schil te kunnen scheiden moet de vrucht eerst gedroogd worden. Dit is mogelijk als de vochtigheidsgraad gereduceerd is van 16–22% tot 5–6%. Een volwassen murumuru levert 11 kilo vruchten, waaruit 3,8 liter olie gewonnen kan worden.

## Overig gebruik
De rijpe vruchten worden ook door mensen geconsumeerd en hebben een lichte werking als afrodisiacum. De bladeren worden gebruikt als dakbedekking of voor het vervaardigen van handwerkproducten.